# Cinquième as
Cinquième as è il quinto album in studio di MC Solaar uscito nel 2001.

## Tracce
1. Introdiction
2. Solaar Pleure
3. Lève-Toi et Rap
4. Les Colonies
5. Hasta La Vista (intro)
6. Hasta La Vista
7. La Belle et le Bad Boy
8. La la la, la
9. Arkansas
10. Baby Love
11. Dégâts Collatéraux
12. RMI
13. C'est ça que les gens veulent – con 9Respect
14. L'aigle ne chasse pas les mouches
15. HIPHOPALOORAP – con Don Xeré Delavega
16. Le Cinquième As
17. Playmate
18. L'Homme Qui Voulait 3 Milliards – con Bambi Cruz
19. Si Je Meurs Ce Soir – con Black Jack
20. Samedi soir – traccia fantasma